# 黒武洋
黒武 洋（くろたけ よう、1964年 - ）は、日本の小説家。埼玉県生まれ。一橋大学商学部卒業。
大学卒業後、銀行勤務を経て、映画学校に入学する。1999年、「オアシス」で日本放送作家協会の主催する第23回創作テレビドラマ脚本懸賞公募（現・創作テレビドラマ大賞）に入選する。2000年、同作がNHKでドラマ化された。また、教育映画の監督・脚本も手掛けている。2000年『そして粛清の扉を』で第1回ホラーサスペンス大賞を受賞。2001年、同作で作家デビュー。

## 作品リスト
- そして粛清の扉を（2001年1月 新潮社 / 2005年1月 新潮文庫）
- メロス・レヴェル（2002年1月 幻冬舎 / 2006年10月 幻冬舎文庫）
- パンドラの火花（2004年9月 新潮社 / 2008年1月 新潮文庫）
- 半魔（2005年9月 徳間書店 / 2008年9月 徳間文庫）
- ファイナル・ゲーム（2008年9月 角川書店）
- てのひらに爆弾を（2013年6月 小学館）

## 映像化作品
テレビドラマ
- オアシス（2000年1月10日放送、NHK、主演：草野康太、菅野美穂）